# Olivier Mangin
Pour les articles homonymes, voir Mangin.
Olivier Mangin, né le 2 février 1967 à Strasbourg, est un dessinateur de bande dessinée français.

## Biographie
Il est titulaire d'un BTS d’arts appliqués, obtenu à Roubaix. Ses premiers albums paraissent aux Éditions le Téméraire et portent dans la collection Histoires des villes. Puis il collabore avec les éditions Glénat pour le dessin d'Intox, dont le scénario est signé Gilles Chaillet et Chantal Defachelle.
Il reçoit avec Jack Manini et Bérengère Marquebreucq, le prix Historia de la bande dessinée historique en 2013 pour La Guerre des amants, t.1, Rouge Révolution.

## Œuvre

### Albums
- Arras, 2000 ans d'histoire, scénario de Gérard Demarcq, dessins d'Olivier Mangin, Brep-Burp, collection Histoires des Villes, 1991  (ISBN 2-90870-303-3)
- La Guerre des Amants, scénario de Jack Manini, dessins d'Olivier Mangin, Glénat, collection Grafica
  1. Rouge Révolution, 2013  (ISBN 978-2-72348-685-9)
  2. Bleu Bauhaus, 2014  (ISBN 978-2-7234-9699-5)
  3. Jaune Berlin, 2015  (ISBN 978-2-344-00606-1)
- Intox, scénario de Gilles Chaillet, dessins d'Olivier Mangin, Glénat, collection Bulle noire
  1. Le quatrième pouvoir, 2003  (ISBN 2-72344-084-2)
  2. Opération Pablo, 2004  (ISBN 2-72344-421-X)
  3. Dérapages, 2006  (ISBN 2-72345-074-0)
  4. Contre-enquêtes, 2007  (ISBN 978-2-72345-611-1)
  5. La Cavale du fou, 2008  (ISBN 978-2-72346-282-2)
- Jean Bart - Corsaire du roi, scénario de Gérard Demarcq, dessins d'Olivier Mangin, Le Téméraire, 1996  (ISBN 2-90870-352-1)
- Les Chansons en imaches de Raoul de Godewarsvelde, scénario d'Olivier Brazao et Xavier Bétaucourt, dessins collectifs, Imbroglio, 2006
- Nancy - Cœur de Lorraine, scénario d'Olivier Gilleron, dessins d'Olivier Mangin, Le Téméraire, collection Histoires des Villes, 1993  (ISBN 2-908703-19-X) (BNF 35660620)
- Roubaix - Depuis toujours, scénario de Christophe Lemaire, dessins d'Olivier Mangin, Le Téméraire, collection Histoires des Villes, 1992  (ISBN 2-90870-307-6)
- L'Ultime Chimère, scénario de Laurent-Frédéric Bollée, Glénat, collection Grafica
  1.  La Légende, dessins d'Olivier Mangin, Héloret et Griffo, 2009  (ISBN 978-2-72346-140-5)
  2.  Le Livre, dessins d'Olivier Mangin et Griffo, 2010  (ISBN 978-2-72346-421-5)
  3. Le Meurtre, dessins d'Olivier Mangin, 2010  (ISBN 978-2-72346-500-7)
- Villes en guerre, Le Téméraire
  1.  Lille 39-45, scénario de Christophe Lemaire, dessins d'Olivier Mangin, 1994  (ISBN 2-908703-36-X)